# Parallactis
Parallactis is een geslacht van vlinders van de familie dominomotten (Autostichidae), uit de onderfamilie Autostichinae.

## Soorten
- P. homomorpha Meyrick
- P. mitigata (Meyrick, 1914)
- P. ochrobyrsa (Meyrick, 1921)
- P. panchlora (Meyrick, 1911)
- P. periochra (Meyrick, 1916)
- P. plaesiodes (Meyrick, 1920)
- P. zorophanes Janse, 1954